# Regis College (Toronto)
Il Regis College è un'università privata di indirizzo cattolico con sede a Toronto, nell'Ontario, Canada.
Fu fondato nel 1930 dai gesuiti come Collegium Christi Regis. La sede fu poi trasferita in una sede acquistata dalle Suore di San Giuseppe nel 1958. È affiliato alla University of Toronto.